# 托马斯·马斯
托马斯·巴勃罗·克罗克特（法語：Thomas Pablo Croquet，1976年11月21日—）是一名法国音乐家，法国独立流行乐队凤凰乐队的主唱，藝名為托马斯·马斯（Thomas Mars）。

## 生平
托马斯·巴勃罗·克罗奎特出生于法国凡爾賽。克罗奎特最初是受叔叔的影响開始学习英语。
克罗奎特與同學克里斯蒂安·馬扎萊和Deck d'Arcy组建了凤凰乐队。马扎莱的哥哥洛朗·布蘭科維茨在Darlin'解散后也加入了乐队。克罗奎特说他“放弃了所有可能让我从事音乐以外职业的选择”，只在大学里读了四天的经济学。
克罗奎特从大学辍学后，乐队成为了他的全职职业。在与巴黎唱片公司Source Records签约之前，乐队自己獨立发行了500张单曲。
克罗奎特创作并制作了凤凰乐队在法国的第一首上榜单曲Too Young，该曲最高排名第97位。凤凰乐队的第一张錄音室專輯United于2000年发行，全球销量达15万张。该乐队目前发行了六张专辑，并于2010年获得葛萊美獎。

## 个人生活
2011年，克罗奎特与电影制片人蘇菲亞·柯波拉在贝纳尔达的玛格丽塔宫喜结良缘。两人在为柯波拉的电影死亡日記制作配乐时相识，克罗奎特以筆名「Gordon Tracks」為這部電影貢獻了音樂。他们有两个女儿。
德国文学评论家Hellmuth Karasek是他的叔叔。
截至2018年，克罗奎特与妻子和孩子住在纽约。他每月都会去巴黎，并在那里有一所住所。凤凰乐队其他成员居住在法国。

## 外部參考
- Thomas Croquet—參與作品—Discogs（英文）